# Цинн, Лотар
Лотар Цинн (нем. Lothar Zinn; 19 марта 1938, Эрфурт — 29 февраля 1980, Берлин) — немецкий шахматист; международный мастер (1965).
Двукратный чемпион ГДР (1961 и 1965).
Многократный участник различных соревнований в составе национальной сборной по шахматам:
- 5 командных чемпионатов мира среди студентов (1960—1964). В 1961 году выиграл бронзовую медаль в команде.
- 4 олимпиады (1962, 1966—1970).
- 4-й командный чемпионат Европы в Капфенберге (1970). Выиграл 2 бронзовые медали (в команде и в индивидуальном зачёте).

## Изменения рейтинга
| Графики недоступны из-за технических проблем. См. информацию на Фабрикаторе и на mediawiki.org. |